# دنیس اودی
دنیس اودی (انگلیسی: Denis O'Dea; ۲۶ آوریل ۱۹۰۵ – ۵ نوامبر ۱۹۷۸) هنرپیشه اهل ایرلند بود.
از فیلم‌هایی که وی در آن نقش داشته است، می‌توان به جزیره گنج، خبرچین، موگامبو، داربی اوگیل و مردم کوچولو، نیاگارا، استر و شاه، خیش و ستارگان و بت سقوط کرده اشاره کرد.

## خانواده
او از سال ۱۹۴۶ تا زمان مرگش در سال ۱۹۷۸ در سن ۷۳ سالگی با بازیگر زن سیوبهان مک کنا ازدواج کرد. آنها یک پسر به نام Donnacha O'Dea داشتند که یک شناگر قهرمان و بازیکن حرفه‌ای پوکر است.